# 2006년 동계 올림픽 아르헨티나 선수단
2006년 동계 올림픽 아르헨티나 선수단은 이탈리아 토리노에서 개최된 2006년 동계 올림픽에 참가한 올림픽 아르헨티나 선수단이다.

## 참고 자료
- (영어) “Argentina at the 2006 Torino Winter Games”. SR/Olympic Sports. 2008년 12월 29일에 원본 문서에서 보존된 문서. 2011년 10월 9일에 확인함.
- 공식 올림픽 보고서 보관됨 2012-02-04 - 웨이백 머신